# اریش مندلزون
اریش مِندلزُن (به آلمانی: Erich Mendelsohn) معمار یهودی‌تبار آلمانی بود. وی از پیش‌گامان معماری هیجان‌نمایی در دهه ۱۹۲۰ میلادی بود.